# Holmträsken
Holmträsken är en sjö i Lycksele kommun i Lappland och ingår i Umeälvens huvudavrinningsområde. Sjön har en area på 0,107 kvadratkilometer och ligger 309,3 meter över havet. Sjön avvattnas av vattendraget Toskbäcken.

## Delavrinningsområde
Holmträsken ingår i det delavrinningsområde (718990-160188) som SMHI kallar för Ovan Mörtträskbäcken. Medelhöjden är 325 meter över havet och ytan är 51,64 kvadratkilometer. Det finns inga avrinningsområden uppströms utan avrinningsområdet är högsta punkten. Toskbäcken som avvattnar avrinningsområdet har biflödesordning 2, vilket innebär att vattnet flödar genom totalt 2 vattendrag innan det når havet efter 196 kilometer. Avrinningsområdet består mestadels av skog (73 procent) och sankmarker (18 procent). Avrinningsområdet har 1,07 kvadratkilometer vattenytor vilket ger det en sjöprocent på 2,1 procent.